# Уравнение Пиппарда
Уравнение Пиппарда устанавливает нелокальную связь между током и векторным потенциалом в чистых сверхпроводниках. Впервые оно было получено в 1953 году А. Б. Пиппардом. Применяется наряду с уравнениями Лондонов для описания электродинамики сверхпроводников.

## Формулировка
В системе СГС:
{\displaystyle {\vec {J}}({\vec {r}})=-{\frac {3ne^{2}}{4\pi \xi _{0}mc}}\int {\frac {{\vec {R}}\left({\vec {R}}\cdot {\vec {A}}({\vec {r}}')\right)}{R^{4}}}\exp \left(-{\frac {R}{\xi _{P}}}\right)\,d^{3}{\vec {r}}',}
где {\displaystyle {\vec {J}}({\vec {r}})} — плотность тока, {\displaystyle {\vec {A}}} — векторный потенциал, {\displaystyle {\vec {R}}={\vec {r}}-{\vec {r}}'} — разность радиус-векторов, {\displaystyle {\frac {1}{\xi _{P}}}={\frac {1}{\xi _{0}}}+{\frac {1}{l}}}, {\displaystyle \xi _{0}} — длина когерентности,  {\displaystyle l} — длина свободного пробега электронов. Величина {\displaystyle \xi _{P}} определяет радиус действия ядра. Уравнение Лондонов справедливо, если {\displaystyle \lambda (T)\gg \xi _{P}}, где {\displaystyle \lambda } — глубина проникновения магнитного поля в сверхпроводник.